# Victorine Meurent en traje de torero
Victorine Meurent en traje de torero (en francés, Mlle V. en costume d’espada o Victorine Meurent en costume d’espada) es un óleo sobre lienzo realizado por Édouard Manet en 1862.
Este cuadro fue expuesto en el Salón de los Rechazados de 1863. Pese a su aspecto realista, el gran contraste entre la ejecución y el tamaño del personaje retratado en primer plano y el fondo da como resultado una apariencia de fotomontaje.
Actualmente se expone en el Museo Metropolitano de Arte de Nueva York.

## Historia
La pintura es un retrato de la modelo Victorine Meurent que colaboró con Manet durante años. En los primeros meses de conocerse la pintó varias veces, incluyendo esta obra donde aparece vestida como un torero. No es una imagen realista de una corrida de toros. Las mujeres en aquella época no ejercían esta profesión y Meurent sostiene tanto la espada como la muleta unidas de forma incorrecta. Finalmente presenta unos zapatos realmente fuera de tono. La postura fue derivada por Manet seguramente de grabados realizados por Marcantonio Raimondi de la obra de Rafael Sanzio, pero algunos autores también mencionan de otras fuentes de inspiración.
Manet realizó esta pintura por un encargo que le había llegado, a través de un comerciante español; el artista visitó España en 1865, pero no tenía en su taller una colección de vestidos y de accesorios taurinos, por lo que utilizó los que le fueron suministrados por dicho comerciante. Como dice Beatrice Farwell, es el mismo juego que presentan otras pinturas de Manet: El cantante español, Joven vestido de majo o Saludo de torero.

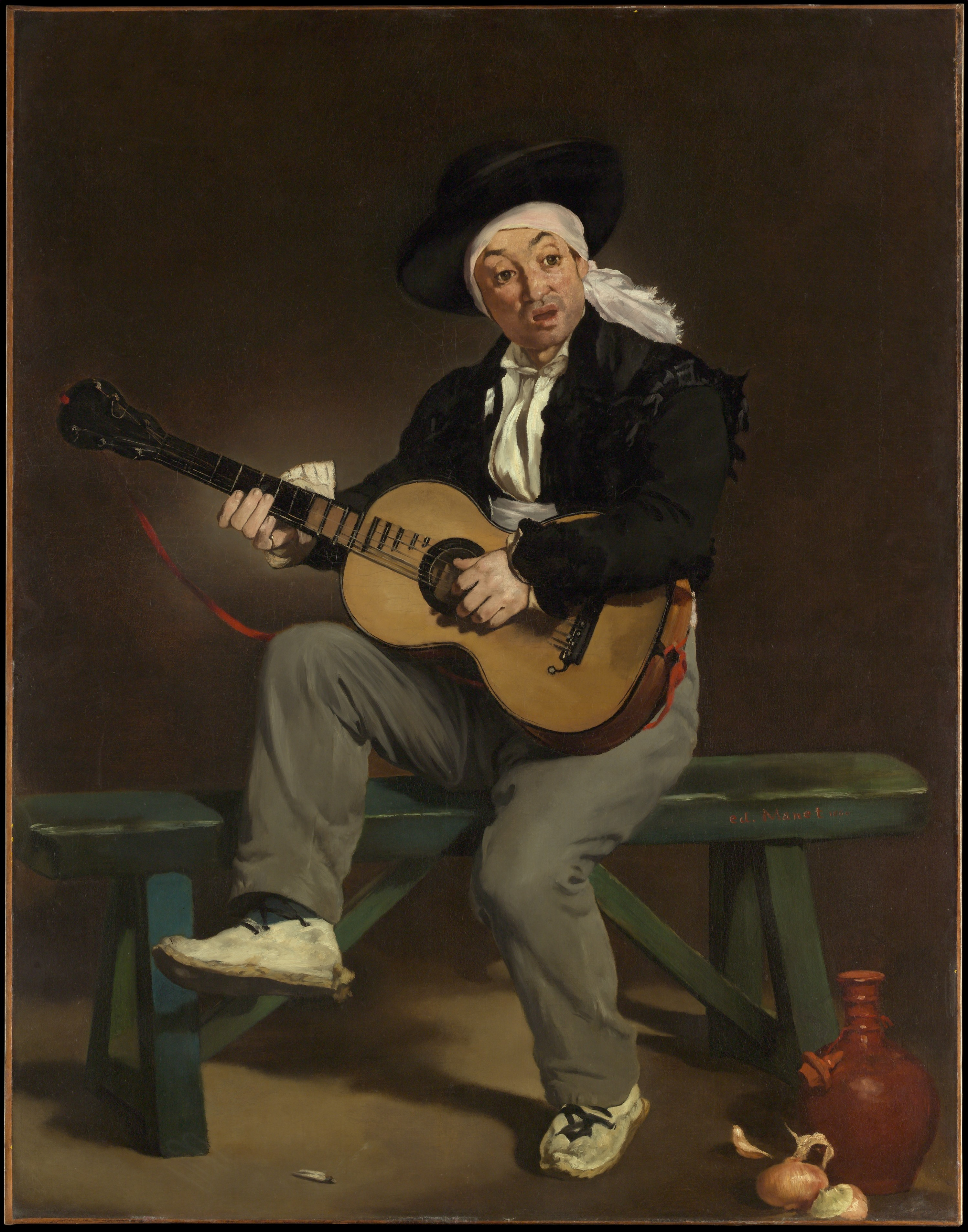
El cantante español 1860
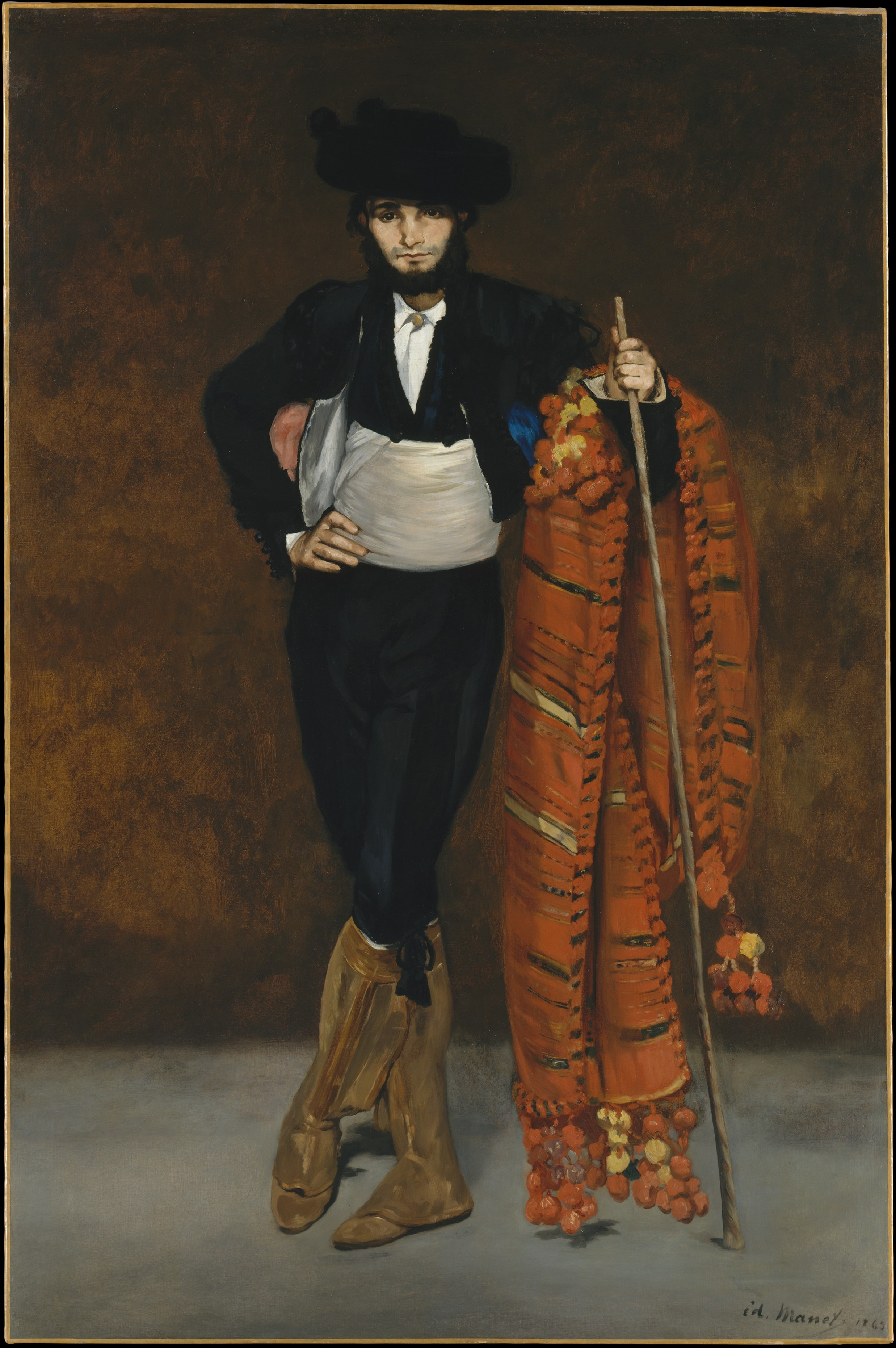
Joven vestido de majo 1863
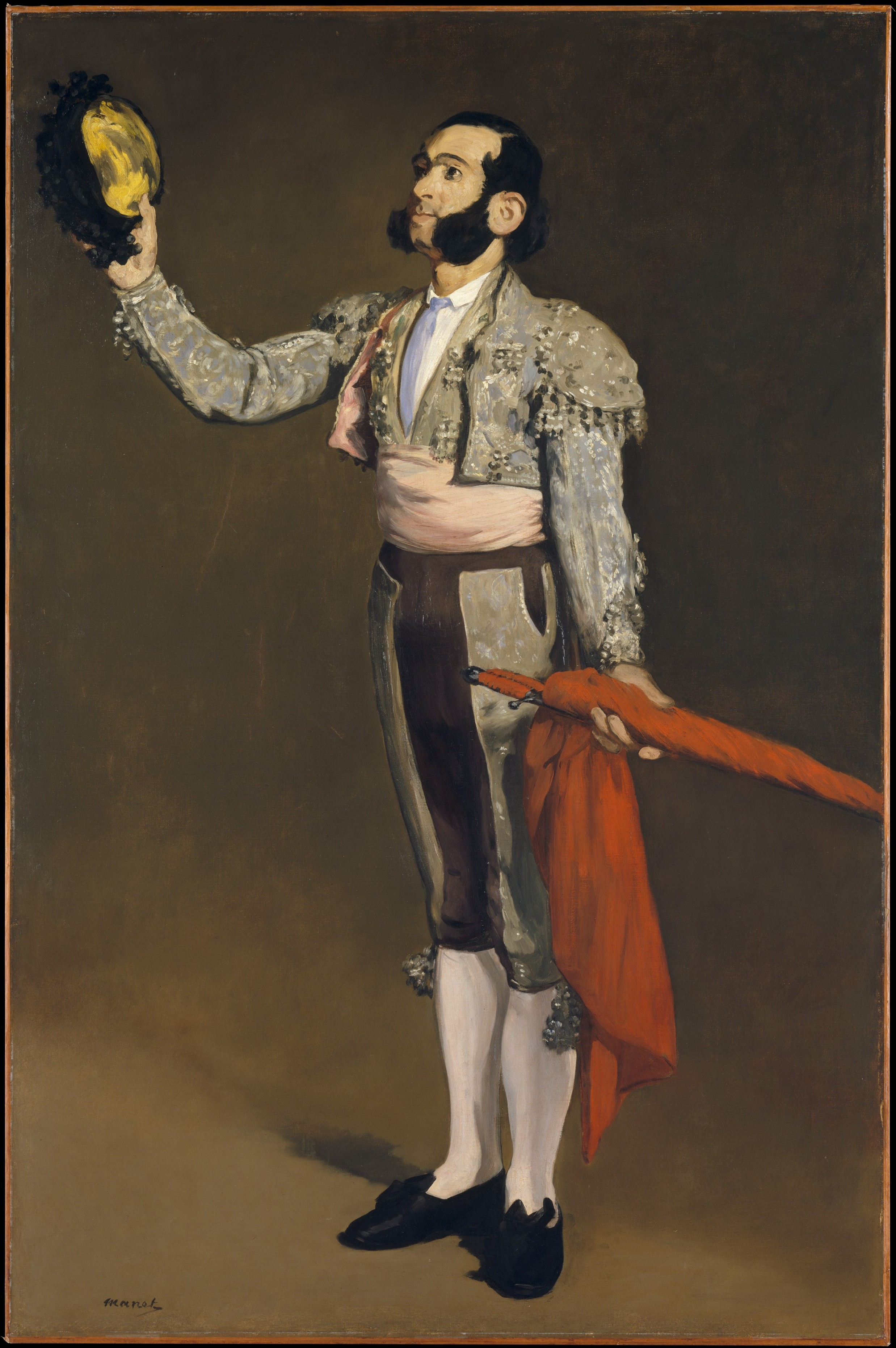
Saludo de torero 1866–1867